# Біологічні нанооб'єкти
Біологічні нанооб'єкти інакше нанорозмірні біологічні об'єкти (англ. biological nanoobjects) — компоненти живих систем, що мають лінійні розміри 1-100 нм принаймні в одному вимірі.

## Опис

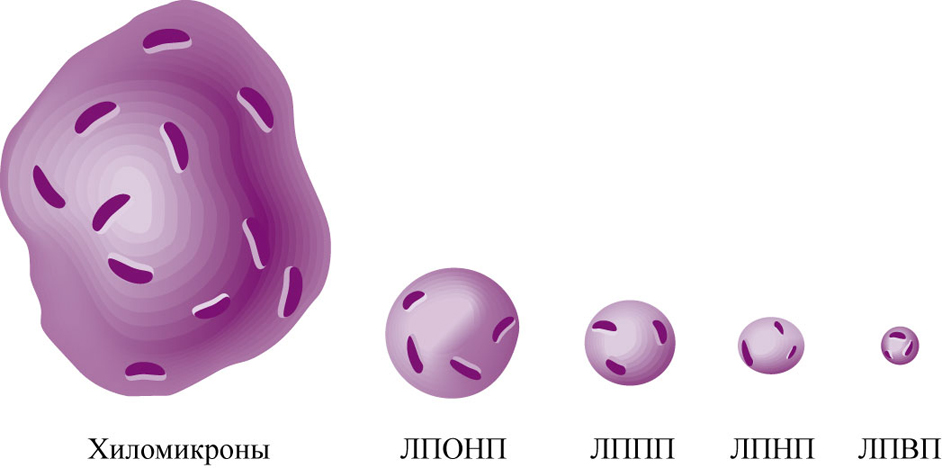
Ліпопротеїни плазми крові — один з прикладів нанооб'єктів. Хіломікрони — 1 мкм, ЛПДНЩ — ліпопротеїни дуже низької щільності — 30-50 нм, ЛППЩ — ліпопротеїни проміжної щільності — 40 нм, ЛПНЩ — ліпопротеїни низької щільності — 17-25 нм, ЛПВЩ — ліпопротеїни високої щільності — 8-12 нм.

До біологічних нанооб'єктів відносяться молекули білків, нуклеїнових кислот (ДНК, РНК) і полісахаридів, що формують внутрішньоклітинний каркас (цитоскелет) і позаклітинний матрикс, мембранні канали, рецептори і переносники, систему внутрішньоклітинної сигналізації, молекулярні машини для синтезу, пакування та утилізації білків і нуклеїнових кислот, виробництва енергії, внутрішньоклітинного транспорту і руху клітин. Розмір білкових молекул і надмолекулярних білкових комплексів коливається від 1 до 1000 нм. Діаметр спіралі ДНК становить 2 нм, а її довжина може досягати декількох сантиметрів. Білкові комплекси, що формують нитки цитоскелета, мають товщину 7-25 нм за довжини до декількох мікрон. Діаметр білкових комплексів, що утворюють пори, досягає 120 нм. Позаклітинні структури також можуть мати нанорозмірні характеристики. Так, екзосома, везикули, які переносять матеріал між клітинами, мають діаметр 65-100 нм, а частинки ліпопротеїнів плазми крові, що транспортують ліпіди в організмі, — 8-50 нм (див. рис.). Єдиною нанорозмірною формою існування живої матерії є віруси. Їх розміри знаходяться в діапазоні 25-300 нм.
Біологія і нанотехнології мають великий «інтерфейс». Як випливає з перерахованого вище, біологічні системи складаються з нанорозмірних будівельних блоків і молекулярних машин (моторів). Їх організація і принципи роботи являють собою непочатий край нових підходів і структур для нанотехнологій. Разом з тим, нанотехнології забезпечують біологію інструментарієм і технологіями для вивчення організації живого на молекулярному рівні. Відповідність біологічних структур і штучних наноматеріалів, з одного боку, може визначати біологічні та токсичні властивості останніх. З іншого — біологічні структури можуть використовуватися для конструювання нових нанопристроїв.